# 笛卡儿积

與的笛卡尔积

在数学中，两个集合{\displaystyle X}和{\displaystyle Y}的笛卡儿积（英語：Cartesian product），又称直积，在集合论中表示为{\displaystyle \,X\times Y}，是所有可能的有序对組成的集合，其中有序對的第一个对象是{\displaystyle \,X\,}的成员，第二个对象是{\displaystyle \,Y\,}的成员。
{\displaystyle X\times Y=\left\{\left(x,y\right)\mid x\in X\land y\in Y\right\}}。
舉個實例，如果集合{\displaystyle \,X\,}是13个元素的点数集合{\displaystyle \left\{A,K,Q,J,10,9,8,7,6,5,4,3,2\right\}}，而集合{\displaystyle \,Y\,}是4个元素的花色集合{\displaystyle \{}♠, ♥, ♦, ♣{\displaystyle \}}，则这两个集合的笛卡儿积是有52个元素的标准扑克牌的集合{\displaystyle \{(A,}♠{\displaystyle ),(K,}♠{\displaystyle ),...,(2,}♠{\displaystyle ),...,(A,}♣{\displaystyle ),...,(3,}♣{\displaystyle ),(2,}♣{\displaystyle )\}}。
笛卡儿积得名于笛卡儿，因為這概念是由他建立的解析几何引申出來。

## 笛卡儿积的性质
易见笛卡儿积满足下列性质：
- 对于任意集合{\displaystyle A}，根据定义有{\displaystyle A\times \varnothing =\varnothing \times A=\varnothing }
- 一般来说笛卡儿积不满足交换律和结合律。
- 笛卡儿积对集合的并和交满足分配律，即

{\displaystyle A\times (B\cup C)=(A\times B)\cup (A\times C)}
{\displaystyle (B\cup C)\times A=(B\times A)\cup (C\times A)}
{\displaystyle A\times (B\cap C)=(A\times B)\cap (A\times C)}
{\displaystyle (B\cap C)\times A=(B\times A)\cap (C\times A)}
{\displaystyle (A\times B)\cap (C\times D)=(A\cap C)\times (B\cap D)}
- 若一個集合{\displaystyle A}包含有無限多的元素，那這個集合對自身的笛卡爾積{\displaystyle A\times A}有和{\displaystyle A}一樣多的元素。

## 笛卡儿平方和n元乘积
集合{\displaystyle X}的笛卡儿平方（或二元笛卡儿积）是笛卡儿积{\displaystyle X\times X}。一个例子是二维平面{\displaystyle R\times R}，（这里{\displaystyle R}是实数集） - 它包含所有的点{\displaystyle (x,y)}，这里的{\displaystyle x}和{\displaystyle y}是实数（参见笛卡儿坐标系）。
为了幫助枚舉，可绘制一个表格。一个集合作为行而另一个集合作为列，从行和列的集合选择元素，以形成有序对作为表的单元格。
可以推广到在{\displaystyle n}个集合{\displaystyle X_{1},...,X_{n}}上的n-元笛卡儿积:
{\displaystyle \prod _{i=1}^{n}X_{i}:=X_{1}\times \ldots \times X_{n}:=\{(x_{1},\ldots ,x_{n})\ |\ x_{1}\in X_{1}\;\land \;\ldots \;\land \;x_{n}\in X_{n}\}}。
实际上，它可以被等同为{\displaystyle \left(X_{1}\times ...\times X_{n-1}\right)\times X_{n}}。它是n-元组的集合。
一个例子是欧几里得三维空间{\displaystyle R\times R\times R}，这里的{\displaystyle R}同樣是指实数集。

## 无穷乘积
有限個集合可以看成某個一對一的有限集合序列 {\displaystyle x={\{x(i)\}}_{i=1}^{n}}（因為序列是種以自然数系 {\displaystyle \mathbb {N} } 為定義域的函數），而 {\displaystyle x} 的值域恰好是預備要依序進行笛卡儿积的所有集合，換句話說：
{\displaystyle I_{x}=\{x(1),\,x(2),\,\dots ,\,x(n)\}}
{\displaystyle \{1,\,2,\,\dots ,\,n\}\,{\overset {x}{\cong }}\,I_{x}}
這樣的話，若有函数 {\displaystyle f:I\to \bigcup I_{g}} 滿足：
{\displaystyle (\forall i\in I)[f(i)\in x(i)]}
那就等價於
{\displaystyle (f(1),\,f(2),\,\dots ,\,f(n))\in \prod _{i=1}^{n}x(i)}
換句話說，函数 {\displaystyle f} 可以看做 {\displaystyle \prod _{i=1}^{n}x(i)} 裡的一個n-元组，而這就是以下無窮乘積定義的直觀動機：
定義 — 若 {\displaystyle I} 是集合族 {\displaystyle {\mathcal {X}}} 的指标集，換句話說有指標函数 {\displaystyle x} 讓二者等势：
{\displaystyle I\,{\overset {x}{\cong }}\,{\mathcal {X}}}
那以下的函数族
{\displaystyle \prod _{x}{\mathcal {X}}:=\left\{f\,{\bigg |}\,\left(f:I\to \bigcup {\mathcal {X}}\right)\wedge (\forall i\in I)[f(i)\in x(i)]\right\}}
被稱為集合族 {\displaystyle {\mathcal {X}}} 關於指标函數 {\displaystyle x} 的无穷乘积。
更進一步的，若此時取一 {\displaystyle j\in I} ，則以下定義的函數 {\displaystyle \pi _{j}}
{\displaystyle \pi _{j}:\prod _{x}{\mathcal {X}}\to x(j)} ，{\displaystyle \left(\forall f\in \prod _{x}{\mathcal {X}}\right)[\pi _{j}(f)=f(j)]}
被稱為第 {\displaystyle j} 投影映射。
在无限情况，一個令人熟悉的特例是，當索引集合是自然数集{\displaystyle \mathbb {N} ,}的时候：这正是其中第i项对应于集合{\displaystyle X_{i}}的所有无限序列的集合。再次，{\displaystyle \mathbb {R} }提供了这样的一个例子：
{\displaystyle \prod _{n=1}^{\infty }\mathbb {R} =\mathbb {R} ^{\omega }=\mathbb {R} \times \mathbb {R} \times \ldots }
是实数的无限序列的搜集，可視之为带有無限個构件的向量或元组。另一个特殊情况（上述例子也满足它）是在乘积中的各因子Xi都是相同的时候，类似于“笛卡儿指数”。這樣，在最先定义中的无限并集自身就是这个集合自身，而其他条件被平凡的满足了，所以这正是从I到X的所有函数的集合。
在別的情況，无限笛卡儿积就不那麼直觀了；尽管在高等数学中的應用有其价值。
“非空集合的任意非空搜集的笛卡儿积为非空”這一陳述等价于选择公理。

## 函数的笛卡儿积
如果{\displaystyle f}是从{\displaystyle A}到{\displaystyle B}的函数，而{\displaystyle g}是从{\displaystyle X}到{\displaystyle Y}的函数，则它们的笛卡儿积{\displaystyle f\times g}是从{\displaystyle A\times X}到{\displaystyle B\times Y}的函数，带有
{\displaystyle (f\times g)(a,x)=(f(a),g(x))}
跟之前類似，函数的笛卡儿积也可以扩展到函数的元组和无限情況。